# Vilsa-Brunnen
Die Vilsa-Brunnen Otto Rodekohr GmbH, (Eigenschreibweise: VILSA) ist ein Mineralbrunnen-Betrieb mit Sitz in Bruchhausen-Vilsen.
Das in der vierten Generation von der Familie Rodekohr geführte Unternehmen ist die Keimzelle der Rodekohr Holding GmbH & Co. KG, zu der weitere Mineralwasserabfüller gehören. Die Vilsa-Quelle wurde 1909 in Bruchhausen-Vilsen entdeckt. Die Eintragung in das Handelsregister erfolgte im Jahr 1912.
Das Produktportfolio der Marke Vilsa umfasst Mineralwasserprodukte sowie zahlreiche Erfrischungsgetränke. Das natürliche Mineralwasser ist mit unterschiedlichem Kohlensäuregehalt in den Sorten classic, medium, leichtperlig und naturelle erhältlich sowie als natürlich aromatisiertes Mineralwasser. Zudem werden Fruchtschorlen, Wellness-Getränke, Vitamin-Fruchtsaft-Getränke und Limonaden vertrieben. Laut eigenen Angaben war Vilsa 2017 Marktführer im norddeutschen Raum und lieferte über eine halbe Milliarde Produkte pro Jahr aus, 80 % davon Mineralwasser. In der Produktionsstätte werden etwa 500 Millionen Flaschen pro Jahr abgefüllt.
In einem Vergleichstest von 30 Medium-Wassermarken der Stiftung Warentest schnitt Vilsa 2017 am zweitschlechtesten ab, da die Tester das in Plastikflaschen ausgelieferte Produkt aufgrund eines deutlichen Kunststoffgeschmacks abwerteten. Bereits 2014 hatte Stiftung Warentest ähnliche Kritik geübt („Sensorisch mangelhaft ist diesmal nur Vilsa, es schmeckte stark nach Kunststoff“). Im Juli 2019 erhielt die 0,75l PET-Mehrwegflasche Vilsa naturelle von Stiftung Warentest in der Rubrik „Der große Wasser-Check“ bei allen überprüfbaren Laborwerten die Ergebnisse „sehr gut“ (1,0) und „gut“ (1,6), die Gesamtnote wurde durch die Geschmacksnote abgewertet. Ebenfalls im Juli 2019 hat die Öko-Test die Sorte Vilsa classic in der 1l PET-Mehrwegflasche in ihrem Mineralwasser-Test (Nr. 07/2019) mit der Note „sehr gut“ bewertet.
Seit 2019 setzt Vilsa bei Einwegflaschen auf 100 % recyceltes PET (rPET oder auch PET-Rezyclat) sowie Recycling-Etiketten. Ebenfalls seit 2019 wird von Vilsa ein Produkt mit Bio-Mineralwasser-Siegel angeboten. Dieses steht für strengere Grenzwerte als vom Gesetzgeber vorgegeben und eine umweltfreundliche Verarbeitung in dem gesamten Produktionsprozess.
Das Unternehmen tritt als Sponsor für den Fußballverein SV Werder Bremen sowie den Hamburger SV auf und belieferte 2010 mit Borussia Dortmund einen weiteren Bundesligisten.
Ab 2023 soll ein neues vollautomatisches Hochregallager in Betrieb genommen werden. Das 40 Meter hohe Lager soll bis zu 480 Paletten pro Stunde verladen können. Zudem enthält es Stellplätze für bis zu 46000 Paletten.

## Vilsa-Gruppe / Rodekohr Holding
In der Rodekohr Holding GmbH & Co. KG sind neben Vilsa die Mineralwasserbrunnen Anna Zimmermann GmbH (Auenwald, Mineau, Herzog-Wigbert-Quelle, Lesumer Urquell und Lesmona) und die Bad Pyrmonter Mineral- und Heilquellen GmbH & Co. OHG, Bad Pyrmonter zusammengefasst. Im Juli 2021 übernahm die Gruppe außerdem den Sodenthaler Mineralbrunnen von Coca-Cola.